# Fredrik Lundgren (industriman)
Fredrik Lundgren, född 1807, död 1880, var en svensk snusfabrikör och entreprenör. 
Den 27 mars 1872 donerade Fredrik Lundgren 400 000 riksdaler riksmynt (först tillgängliga vid donatorns död 1880) till Göteborgs högskola. Donationen, den så kallade Lundgrenska högskolefonden, syftade "till grundfond för en högre undervisningsanstalt eller högskola". Övriga donatorer var grosshandlaren Eduard Magnus med 200 000 kronor och David Carnegie med 500 000 kronor.